# Џејла Рамовић
Џејла Рамовић (Горажде, 29. април 2002) босанскохерцеговачка је поп певачица. Победница је прве сезоне такмичења „Неки нови клинци”, као и тринаесте сезоне такмичења „Звезде Гранда”.
Рођак јој је босанскохерцеговачки професионални фудбалер Синан Рамовић.

## Каријера
Сезоне 2014/15, Џејла се као 12-годишња девојчица пријавила на такмичење „Звезде Гранда”. Стигла је до петога круга и тада јој је жири — када је испала — рекао да треба још да сазре и да дође за неку годину. Од наредне сезоне уведено је ново музичко такмичење за младе таленте под називом „Неки нови клинци” где је победила. Као победница је добила право на две песме и обе су изашле у 2017. години. Рамовићевина прва песма носи назив Ружа и аутор песме је био Бане Опачић, док је песма Потражи ме снимљена у сарадњи са Амилом Лојом. Џејла Рамовић је у септембру 2018. објавила своју трећу песму — наслова Једна као ниједна. У сезони 2018/19 опет се пријавила за такмичење „Звезде Гранда” и својим наступом у првом кругу оставила позитиван утисак на жири добивши све њихове гласове. За свога ментора је изабрала Марију Шерифовић. Џејла је победила у финалу Звезда Гранда (са 1.017 бодова — 334 од стручнога жирија и 683 од СМС гласова на основу 101.082 гласа публике) и од Гранд продукције на поклон добила песму и спот; нумера Руине, чији је текст написала Марина Туцаковић (у сарадњи са сином), постала је хит (преко 20 милиона прегледа на Јутубу).
На фестивалу Оскар популарности (Бања Лука, 2020. г.) Џејла је добила признање „откриће године у поп музици”. Годину дана након што је изашао њен четврти сингл, Руине, децембра 2020. на Јутуб каналу Радија С (као део пројекта „Звезде певају звезде”, теме ’Нови екс-ју звук’) објављен је видео-урадак за Џејлин кавер популарне песме групе Магазин — Гинем; у пројекту исте теме, екс-ју, учествовала су још четири извођача (хрватска певачица Ана Бебић, Ивана Петерс из Србије са Давидом Темелковим, Игор Симић и Тијана Дапчевић).

## Синглови
- Ружа (2017. г.)
- Потражи ме (2017. г.)
- Једна као ниједна (2018. г.)
- Руине (2019. г.)
- Спарта (2022. г.)
- Казамат (2023. г.)
- Ризик /дует: Милош Стојковић/ (2023. г.)
- Тајна веза /дует: Милош Стојковић/ (2024. г.)
- Зиме /дует: Стјепан Јелица/ (2025. г.)
- Бол (2025. г.)